# Mycomya corcyrensis
Mycomya corcyrensis är en tvåvingeart som först beskrevs av Lundstrom 1912.  Mycomya corcyrensis ingår i släktet Mycomya och familjen svampmyggor. Inga underarter finns listade i Catalogue of Life.